# Amaurobius minutus
Amaurobius minutus är en spindelart som beskrevs av Robin Ernest Leech 1972. Amaurobius minutus ingår i släktet Amaurobius och familjen mörkerspindlar. Inga underarter finns listade i Catalogue of Life.